# Pont-l'Abbé
Pont-l'Abbé (bretonsko Pont-'n-Abad) je naselje in občina v severozahodnem francoskem departmaju Finistère regije Bretanje. Naselje je leta 2008 imelo 8.079 prebivalcev.
Ime kraja izhaja iz mostu čez reko, ki ga je dal v 7. stoletju napraviti opat iz Loktudija.

## Geografija
Kraj, središče Bigoudena, leži v pokrajini Cornouaille ob začetku estuarija reke Pont-l'Abbé, 19 km jugozahodno od Quimperja.

## Uprava
Pont-l'Abbé je sedež istoimenskega kantona, v katerega so poleg njegove vključene še občine Combrit / Kombrid, Île-Tudy / Enez-Tudi, Plomeur / Ploveur, Saint-Jean-Trolimon / Sant-Yann-Drolimon, Tréguennec / Tregeneg in Tréméoc / Tremeog s 16.836 prebivalci.
Kanton Pont-l'Abbé je sestavni del okrožja Quimper.

## Zanimivosti
- dvorec Château de Pont-l'Abbé iz 14. in 18. stoletja, županstvo in pokrajinski muzej,
- gotska cerkev Karmeličanske Matere Božje iz 14. in 15. stoletja,
- cerkev sv. Jakoba Lambourskega iz 13. do 16. stoletja,
- neoromanska kapela Srca Jezusovega iz 19. stoletja,
- samostan Matere Usmiljenja, skupnost sester avguštink,
- spomenik prebivalcem Bigoudena; delo iz granita francoskega kiparja Françoisa Bazina, iz leta 1931, predstavlja skupino petih ljudi v tradicionalnih oblekah, štiri ženske in otroka, ki mislijo na sina, očeta, moža ali vnuka, ki se borijo z viharnim morjem.

## Pobratena mesta
- Betanzos (Galicija, Španija),
- Schleiden (Severno Porenje - Vestfalija, Nemčija).